# Englewood Cliffs, New Jersey
Englewood Cliffs este un district (borough) în comitatul Bergen, New Jersey, Statele Unite ale Americii. Conform recensământului Statelor Unite ale Americii din anul 2010, districtul avea o populație de 5.281 locuitori, mai mică cu 41 de locuitori (-0,8%) față de cei 5.322 de locuitori numărați la recensământul din 2000, în scădere cu 312 (-5.5%) față de cei 5.634 de locuitori numărați la recensământul din 1990.
În acest district se află sediul mondial al CNBC (NBCUniversal), sediul din America de Nord al conglomeratului sud-coreean LG Corp, sediul american al conglomeratului mondial Unilever și sediile din America de Nord ale companiilor Ferrari și Maserati.

## Geografie
Potrivit United States Census Bureau, districtul are o suprafață totală de 3,329 de mile pătrate (8,623 km2), inclusiv 2,089 de mile pătrate (5,410 km2) de uscat și de 1,24 de mile pătrate (3,213 km2) de apă (37,26%).
Orașul se învecinează cu districtele Englewood, Fort Lee și Tenafly din comitatul Bergen și cu districtele new-york-eze Bronx și Manhattan, de-a lungul râului Hudson.

## Demografie
În 2012 Englewood Cliffs s-a clasat pe locul 129 în SUA și pe locul 5 în statul New Jersey în lista celor mai scumpe locuințe din Statele Unite alcătuite de revista Forbes, cu un preț mediu al locuințelor de 1.439.115 $. În 2006 districtul s-a clasat pe locul 6 în statul New Jersey și pe locul 78 în SUA în clasamentul revistei sus-menționate, cu un preț mediu al locuințelor de 1.112.500 $.

## Economie
În Englewood Cliffs se află sediile CNBC, LG și Unilever.

## Personalități
Printre persoanele care s-au născut, au locuit sau au avut legături strânsecu Englewood Cliffs se numără:

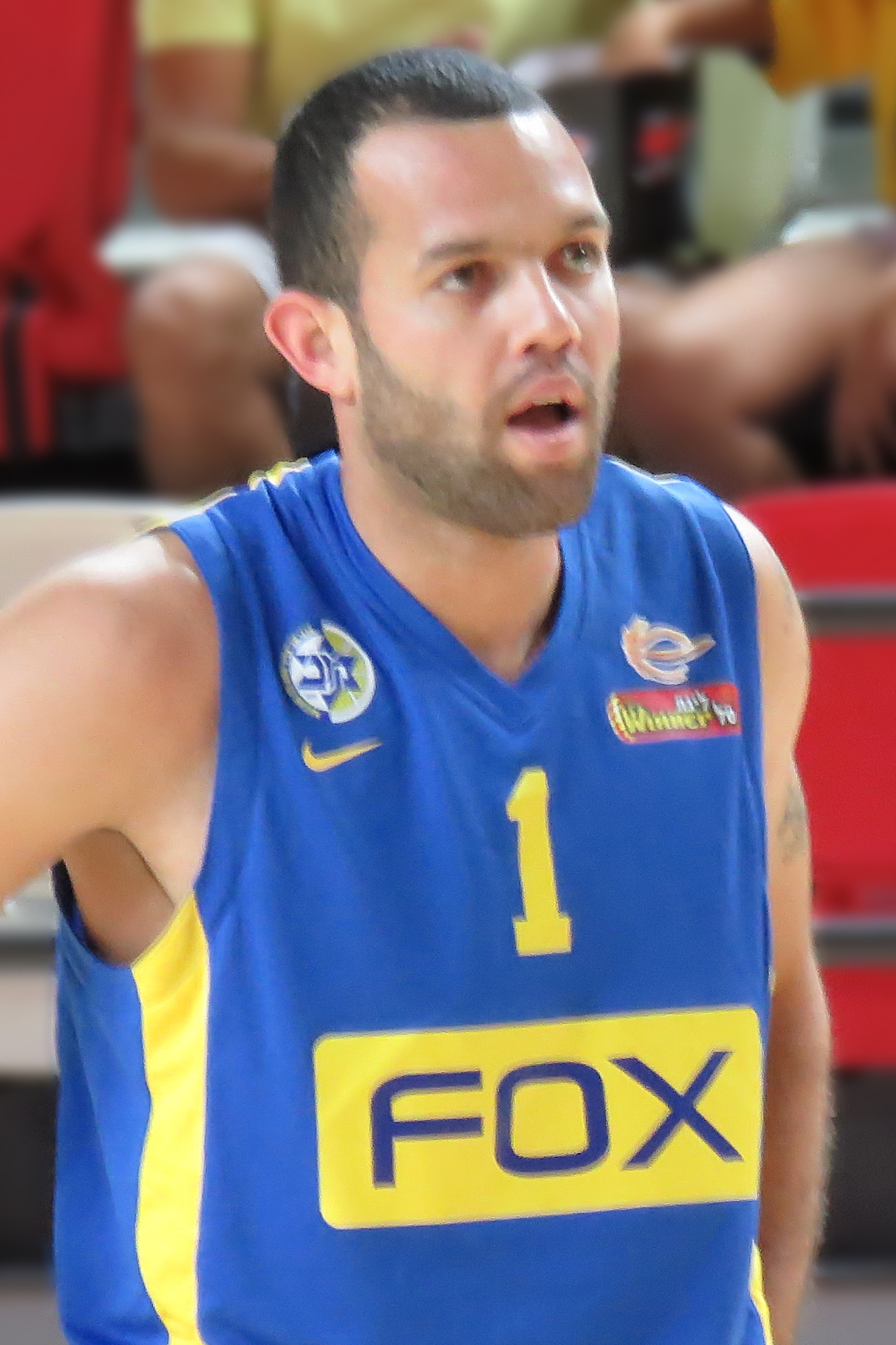
Jordan Farmar

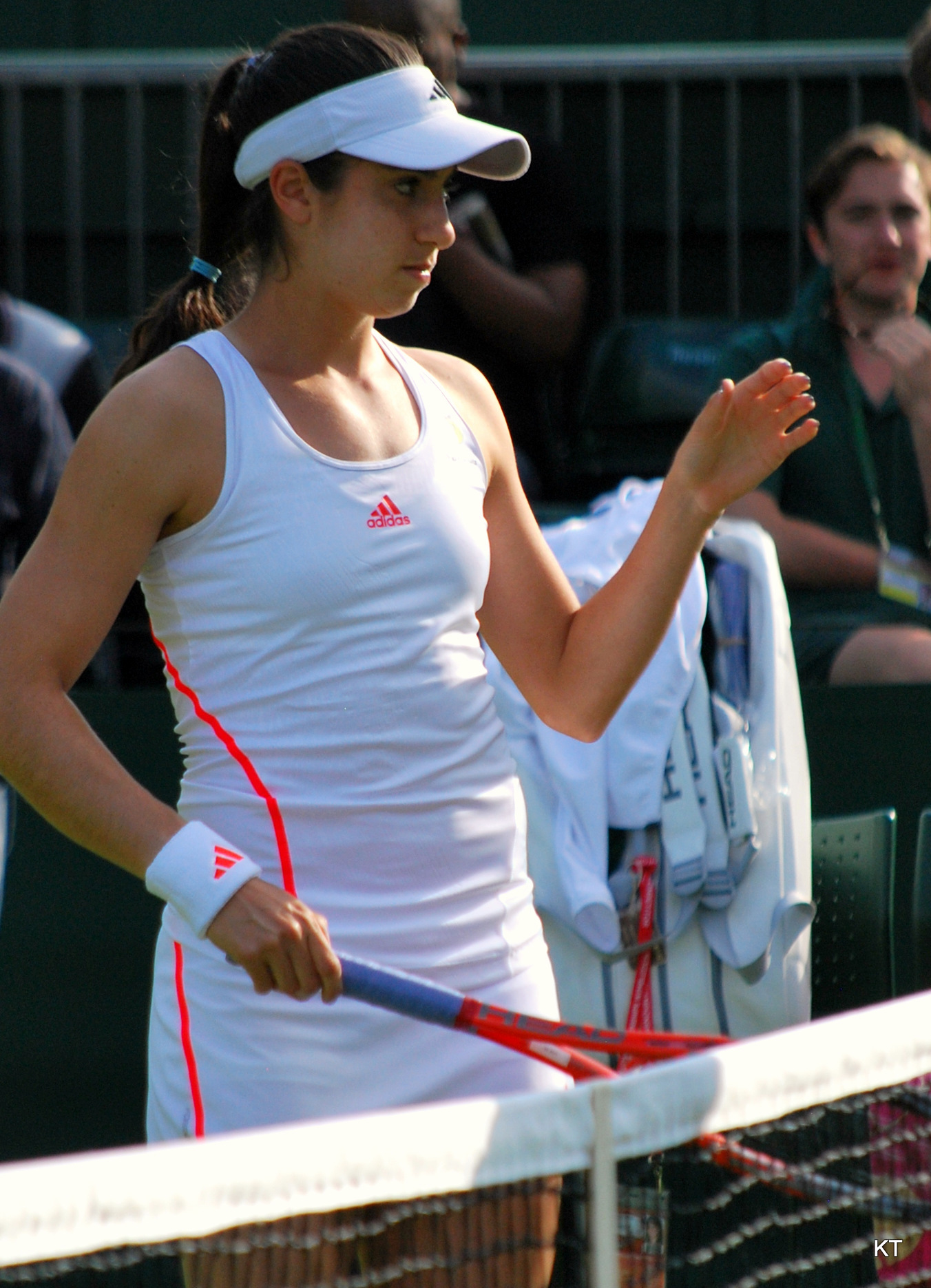
Christina McHale

- Robert A. Agresta (n.ăscut în 1983), investitor, om de afaceri, avocat și inventator care a făcut parte din Englewood Cliffs Borough Council.[26]
- William Outis Allison (1849-1924), primul primar al orașului Englewood Cliffs.[27]
- Foxy Brown (n. 1978), rapper.[28]
- Lee Conklin (n. 1941), artist cunoscut pentru posterele artistice psihedelice de la sfârșitul anilor 1960 și pentru coperta albumului de debut al lui Santana.[29]
- Patrick Ewing (n. 1962), fost jucător profesionist de tenis la New York Knicks.[30]
- Jordan Farmar (n. 1986), jucator de baschet care a jucat la New Jersey Nets.[31]
- Sadek Hilal (1930-2000), cercetător influent în imagistica medicală și radiologie.[32]
- Roberta S. Jacobson (n. 1960, născută Steinfeld), diplomată americană care a îndeplinit funcția de asistent al secretarului de stat pentru Emisfera de Vest din martie 2012.[33]
- Anjli Jain (n. 1981), director executiv al CampusEAI Consortium.[34]
- Mario Jascalevich (1927-1984), medic judecat și achitat pentru acuzația de ucidere a cinci dintre pacienții săi cu curara, într-un caz adesea menționat sub numele „crimele doctorului X”.[35]
- Maude Sherwood Jewett (1873-1953), sculptoriță.[36]
- Rob Kaminsky (n. 1994), jucător de baseball la Cleveland Indians.[37]
- Christina McHale (n. 1992), jucătoare profesionistă de tenis.[38]
- Alan Mruvka (n. 1958), producător de film și antreprenor.[39]
- Anne Nichols (1891-1966), dramaturgă, autoarea piesei Abie's Irish Rose.[40]
- Jill Oakes (n. 1984), jucător profesionist de fotbal.[31]
- Christopher Porrino, avocatul care a devenit procuror general interimar al statului New Jersey în iunie 2016.[41]
- Q-Tip (n. 1970), producător în domeniul muzicii hip-hop.[42]
- Emily Remler (1957-1990), chitarist de jazz în anii 1980.[43]
- Arnold Squitieri (n. 1936), adjunctul șefului familiei mafiote Gambino.[44]
- Louis Teicher (1924-2008), pianist și membru al duo-ului Ferrante &amp; Teicher.[45]
- Trish Van Devere (n. 1943), actriță.[46]
- Rudy Van Gelder (1924-2016), inginer de sunet.[47]
- Sarah Vaughan (1924-1990), cântăreață de jazz.[48]

## Legături externe
- Englewood Cliffs official website
- Englewood Cliffs Public Schools
- Englewood Cliffs Public Schools's 2015–16 School Report Card from the New Jersey Department of Education
- School Data for the Englewood Cliffs Public Schools, National Center for Education Statistics
- History of Englewood Cliffs relationship to Englewood schools